# Zespół Behra
Zespół Behra (ang. Behr syndrome) – choroba genetyczna o typie dziedziczenia autosomalnym recesywnym, pojawiająca się we wczesnym dzieciństwie, z jednakową częstością u obu płci.
Objawy chorobowe związane są z postępującą atrofią nerwów wzrokowych powodujących zaburzenia widzenia (mogące doprowadzić do ślepoty), a także szeregu zaburzeń neurologicznych, doprowadzających do zaburzeń koordynacji ruchowej:
- ataksja
- oczopląs
- pozagałkowe zapalenie nerwu wzrokowego
- wzmożone odruchy ścięgniste
- występowanie objawu Babińskiego.

Chorobę jako pierwszy opisał Carl Behr w 1909 roku. Genetyczne podłoże choroby jest podobne jak w zespole Costeffa.